# Osvaldo Cabrera del Valle
Osvaldo Cabrera del Valle, nació en Zaza del Medio, Las Villas, Cuba, el 25 de julio de 1926.Estudia en la Escuela Nacional de Bellas Artes “San Alejandro”, de La Habana. 
Fue miembro de la Asociación de Grabadores de Cuba (AGC), en La Habana. A partir del año 1962 y hasta 1966 fue profesor de grabado en la Escuela Nacional para Instructores de Arte de La Habana.

## Exposiciones Personales
- En 1960 presentó su exposición personal, "Exposición de grabados" Camagüey, CUBA.
- En 1969 "Pintura. Osvaldo" Galería de La Habana.

## Exposiciones Colectivas
- A partir de 1952 participa en exposiciones colectivas como "Exposición de la Estampa Cubana" Sala José Guadalupe Posada, Puebla, MÉXICO.
- En el año 1958 se presentó en la I Bienal Interamericana de Pintura y Grabado. Museo Nacional de Artes Plásticas, México, D.F.
- En 1960 en la VI Bienal de Sâo Paulo Museu de Arte Moderna. Parque Ibirapuera, Sâo Paulo, BRASIL.
- En el año 1970 participó en la II Biennale International de la Cerámique d’Art. Vallauris, FRANCIA.

## Premios
- En el año 1954 obtuvo el Premio en Xilografía. Salón Nacional de Pintura, Grabado, Escultura, Arquitectura y Artes Decorativas y Aplicadas. Segunda Bienal Hispanoamericana de Arte. Museo Nacional de Bellas Artes, La Habana.
- En 1956 alcanzó el Primer Premio “Roberto Diago” en el Segundo Concurso Exposición Anual de Pintura, Dibujo, Escultura y Grabado. Biblioteca Pública “José Martí”, Santa Clara, Las Villas, CUBA.

## Obras en Colección
Su trabajo se encuentra presente en las colecciones del:
- Archivo Nacional, La Habana.
- En la Biblioteca Central, Universidad de Las Villas, Santa Clara, Las Villas, CUBA.
- En la Biblioteca Estatal, Praga, CHECOSLOVAQUIA.
- En la Biblioteca Nacional de Budapest, HUNGRÍA.
- En la Biblioteca Nacional José Martí, La Habana.
- En el Brooklyn Museum, Nueva York, EE. UU.
- En el Museo Histórico de Remedios, Las Villas, CUBA.
- En el Museo Nacional de Bellas Artes, La Habana.
- En el New York Public Library, Nueva York, EE. UU.

Murió en La Habana, Cuba, en el año 1975.
- Datos: Q6054211